# Nothopsyche muqua
Nothopsyche muqua är en nattsländeart som beskrevs av Malicky och Chantaramongkol 1989. Nothopsyche muqua ingår i släktet Nothopsyche och familjen husmasknattsländor. Inga underarter finns listade i Catalogue of Life.